# Répertoire International des Sources Musicales
Répertoire International des Sources Musicales (RISM, slovensko Mednarodni popis glasbenih virov, nemško Internationales Quellenlexikon der Musik) je mednarodna neprofitna organizacija, ustanovljena leta 1952 v Parizu, z namenom celovitega dokumentiranja obstoječih zgodovinskih glasbenih virov po vsem svetu.  Je največja tovrstna organizacija in edina organizacija, ki deluje v svetovnem merilu za dokumentiranje pisnih glasbenih virov. RISM je eden od štirih bibliografskih projektov, ki jih sponzorirajo Mednarodno muzikološko društvo in Mednarodno združenje glasbenih knjižnic, arhivov in dokumentacijskih centrov, ostali so Répertoire International de Littérature Musicale (RILM, ustanovljen leta 1966), Répertoire international d'iconographie musicale ( RIdIM, ustanovljen leta 1971), in Répertoire international de la presse musicale (RIPM, ustanovljen leta 1980).

Posneti glasbeni viri so rokopisi ali tiskana glasba, spisi o glasbi in libreti. Shranjeni so v knjižnicah, arhivih, cerkvah, šolah in zasebnih zbirkah. RISM določa, kaj obstaja in kje se hrani. RISM je med strokovnjaki prepoznan kot ključno mesto za dokumentiranje glasbenih virov po vsem svetu.
Glasbeni viri v publikacijah RISM in sodelujoči v aktivnih delovnih skupinah RISM vključujejo naslednje države:

### Spletni katalog
Katalog RISM je od junija 2010 na voljo brezplačno na spletu. Katalog deluje v sodelovanju med RISM, Bavarsko državno knjižnico (Bayerische Staatsbibliothek) in Berlinsko državno knjižnico (Staatsbibliothek zu Berlin).